# Associated Press
Associated Press (транскр.  Асошијејтед прес; дос. ’Удружена штампа’), скраћено AP, америчка је новинска агенција са седиштем у Њујорку, основана у 22. маја 1848. године — пре 176 година и 306 дана — као Harbour News Association (транскр.  Харбор њуз асосијејшон). Са сједињенем већег броја регионалних новинских агенција 1892. године, новонастала агенција је добила значајну информативну предност. Асошиејтед прес је данас задруга са око 1.000 чланова, и процењује се да има око 12.000 клијената широм света. AP данас има око 243 представништава у 120 земаља, са укупно 4.000 радника и приходима од око пола милијарде долара. Председник и директор је Гари Б. Пруит.
До 2016. вести које је прикупљао AP биле су објављиване и даље преношене од стране више од 1.300 новина и емитера. AP има 248 новинска бироа за вести у 99 земаља. Такође управља AP радио мрежом, која пружа емисије вести два пута на сат за радио и сателитске радио и телевизијске станице. Многе новине и емитери изван Сједињених Држава претплаћени су на АП, плаћајући накнаду за коришћење AP материјала без давања доприноса члановима задруге. Као део свог споразума о сарадњи са АП-ом, већина новинских организација чланица даје АП-у аутоматску дозволу за дистрибуцију њихових локалних вести. AP је традиционално примењивао формулу „обрнута пирамида“ за писање, методу која омогућава вестима да уређују причу како би одговарала њеном доступном подручју објављивања, а да притом не губе суштинске ствари, иако је 2007. године тадашњи председник AP Том Карли назвао праксу „мртвом“.

## Хронологија
- 1847. Дејвид Хејл, издавач из Јоурнал оф Цоммерце, сусреће Џејмса Гордона Бенета, издавача из Њујорк Хералда. Њих двоје слажу се да удруже труд и да заједничким снагама пруже шири преглед светских догађаја.
- 1848. Оснивање АП-а датира из маја 1848. када је Хејлов труд кулминирао на састанку с десет људи који су заступали шест њујоршких издавача новина у уредништву Њујорк Сана. Хорас Грили, уредник Њујорк Трибуна, такође је био оснивач АП-а.[2]
- 1849. Даниел Крејг отвара први прекоморски биро у Халифаксу, Нова Шкотска, са задатком да дочекује бродове који стижу из Европе. То омогућује АП-у да телеграфира приче новинама пре него што бродови уплове у Њујорк.
- 1858. Прва вест из Европе стиже директно уз помоћ прекоокеанског кабла. Адресиран на АП, порука садржи 42 речи које резимирају пет прича.
- 1861. Групе АП-ових репортера одаслане су да прате догађаје из Америчког грађанског рата, првог сукоба који су пратиле новине и једне и друге стране. Новинари су били суочени са цензуром, па су своје радове потписивали са анонимним потписом: „Од агента Асошиејтед Преса”.
- 1875. Упркос приговорима Вестерн Јуниона, AP уводи своју прву телеграфску линију, дугу 226 миља која кружи између Њујорка, Филаделфије, Балтимора и Вашингтона и тиме омогућава АП-у да вести стижу брже и тачније.
- 1876. Марк Келог улази у историју као први АП-ов дописник који је погинуо на дужности.
- 1898. 1. октобра, двоје новина на Куби примају АП-ов извештај од 6 000 речи на дан, послат каблом директно из Њујорка.
- 1899.  користи бежични телеграф Гуљелма Марконија да извести о Америчком купу трка на јахтама. То постаје прва вест на новом телеграфу.
- 1900. Регионална AP агенција стопила се с модерном, те се удружила у непрофитну заједницу у Њујорку. Мевиле Е. Стоун је био први генерални директор.

### Раздобље од 1901. до 1950.
Модерна кооператива расте
- 1904. Токио постаје база за АП-ово извештавање о Јапанско-руском рату.
- 1906.  прва преноси вест о катастрофалном потресу у Сан Франциску остатку света.
- 1913. Лорена Хикок се придружује Асошиејтед пресу у узрасту од 20 година; постаје једна од првих успешних жена у новинарству. Неке од осталих су Бес Фурман, Рут Коњан, Едит Ледерер, Линда Дојч, Телма Лебрехт, Кели Тани.
- 1914. Увођење аутоматске машине за слагање на даљинско управљање олакшава АП-у слање речи жицом од тастатуре до удаљених принера.
- 1916.  дириктно преноси утакмицу са терена између бруклинских Нашоналса и бостонских Ред Сокса својим новинским члановима
- 1918.  и њени чланови удружили су ресурсе како би извештавали о националним изборима, тј. председничкој трци у САЂу између председника Вудрова Вилсона и републиканца Чарлса Еванса Хјуза. Два дана након избора, AP објавила је Вилсонову победу.
- 1919.  била је под огромним притиском да брзо извештава о завршетку Првог светског рата.
- 1920.  почиње да доставља вести прекоморским новинским организацијама, након што је управа склопила уговор са Европским картелом вести који је имао ексклузивна права деловања у својим колонијама у Латинској Америци и другде.
- 1921. АП-ове вести први су пут емитоване на радију. Вест о председничкој утрци у којој је Ворен Хардинг победио Џејмса М. Кокса емитоване су на радију КДКА у Питсбургу.
- 1922. Симпсон постаје први АП-ов писац који је добио Пулицерову награду.
- 1925.  прекида традицију анонимности након што је Кирке Л. Симпсон писао о Непознатом Војнику.
- 1927. Кент Купер постаје први генерални директор АП-а. AP закључује договор о размени вести са Руском телеграфском агенцијом (РОСТА).
- 1931.  побољшава деловање користећи фотографску службу како би илустровала и проширила своје извештаје вести.
- 1932. Такође се шири и у интернационалном смислу, отвара подружнице у Европи: Асошиејтед Прес ГмбХ у Берлину и Асошиејтед Прес Лтд. у Лондону.
- 1933. Отети син авијатичара Чарлса Линдберга пронађен је мртав у Хопевелу. АП-ову новинару Франку Јејмесону додељује се Пулицерова награда за предан рад током једанаестонедељне потраге за дететом.
- 1935. «А» жица, АП-ова главна жица за пренос вести, преусмерена је са Морсеа на Телетајп, допуштајући тиме АП-овом извештавању вести 60 речи у минути.
- 1936.  Вирефото (у преводу фотожица), прва светска служба за фотографије омогућава новинским редакцијама да приме слику оног дана када је снимњена, уместо поштом као пре. Прва слика послата жицом била је авионска несрећа у Њујорку.
- 1939.  започиње годишњи избор спортских писаца, прво Топ 10, затим Топ 25 писаца.
- 1941. Луис П. Лохнер, шеф бироа у Берлину, добија Пулицерову награду за своје извештавање из Нацистичке Немачке. У децембру 1941. нацисти га затварају, а касније бива замењен за немачке затворенике.
- 1942. Под водством Оливера С. Грамлинга (1904—1992), АП-ова радио жица лансирана је 1. априла, те тиме улази у историју емитирања. Немачка објављује рат САЂу, а дописници бивају стављени под кућни притвор. Рудолф Јостен, немачки запосленик у АП-у, записује ову причу цитирајући Немачки биро за странце: „Амерички новинари за вас више не постоје!”

Хал Бојл (1911—1974), уредник у Њујорку, послат је да извештава о кампањама у Другом светском рату. Добио је Пулицерову награду за извештавање 1945, а до пензионисања 1974. написао је 7 680 чканак.
- 1944. Ђдана AP шаље 18 новинара и фотографа да извештавају о инвазији на Нормандију. Група је укључивала Рут Кован из Вашингтона, додељену Америчкој болници са задатком да пише о рањенима, и Барбару Вајс из Лондона која је на улицама тражила британске реакције, а касније је писала о војним операцијама у Француској.

- 1945. АП-ов дописник из рата Џо Мортон је погубљен, заједно са 9 америчких и 4 британска часника. Погубили су их нацисти у концентрационом логору Маутхаузен. Мортон је био једини AP новинар којег су нацисти погубили током Другог светског рата.

АП-ов фотограф из рата Џо Росентал фотографише Маринце како подижу заставу САЂа на брду Маунт Сурибачи на острву Иво Џима. Та је слика освојила Пулицера и многи сматрају како је баш она најславнија слика 20. века.
- 1946. Основана је АП-ова подружница, Герман Њуз Сервис, или у преводу Немачка служба вести, са седиштем у Франкфурту. AP је помогао немачким медијима да се поновно изграде у пост ратним годинама.

- 1950. Леонард Киршен, АП-ов дописник из Букурешта, бива ухваћен и затворен од румуњских комунистичких власти. Одслужио је 10 од 25 година казну за наводно шпијунирање. Ослобођен је 1960. АП-овог фотографа, Франка Папи Ноела, ухватили су комунистички војници Северне Кореје током Корејског рата. У затвореништву је успео да сними ексклузивне фотографије осталих затвореника у POW логору за што је добио Пулицерову награду. Ослобођен је у августу 1953.